# Pesca de altura
La pesca de altura es la que se realiza en aguas marítimas alejadas de la costa. Aunque el término suele hacer referencia a un tipo de pesca industrial, también se suele llamar pesca de altura a la pesca deportiva a gran distancia de la costa de especies como el atún o el marlín, y a la pesca al brumeo o al curricán.

## Características definitorias
Aunque es posible encontrar ya el término «pesca de altura» en textos de finales del siglo XIX para referirse a la pesca en zona pelágica por oposición a la «pesca de bajura» o en zona demersal, es a principios del siglo XX cuando la distinción adquiere sentido por la evolución de los medios técnicos empleados y de la estructura socioeconómica que se ve envuelta en la actividad. Así, se pueden enumerar como características de la pesca de altura:
- Características estructurales: Mientras que la pesca de bajura se realiza en la zona marítima más próxima al litoral, fundamentalmente sobre especies demersales, la pesca de altura se realiza en zona pelágica. Entre las especies que obtienen destacan el bacalao, el boquerón y la merluza.
- Características técnicas: la llevan a cabo las flotas más importantes, que disponen de barcos grandes y bien equipados que se encuentran en alta mar semanas o meses. Estos barcos recurren a medios técnicos avanzados, como radares para detectar los bancos de peces, la dirección y la velocidad a la que se desplazan; o sonares para medir la importancia de los bancos detectados. Cuando los barcos tienen instalaciones frigoríficas para conservar el pescado a bordo en perfectas condiciones, congelándolo recién capturado en el mar.
- Características socioeconómicas: al contrario de lo que sucede en la pesca de bajura en la que los pescadores suelen ser trabajadores autónomos propietarios de las embarcaciones y artes empleadas, que se retribuyen con la venta del producto obtenido, en la pesca de altura los pescadores son mayoritariamente asalariados de un patrón o armador, propietario del barco y los aparejos.[1]

## Artes
En la pesca de altura se emplean diversas artes de pesca, según las circunstancias y la especie a capturar:
- el palangre, para el bacalao y el atún;
- la red de arrastre, bien de fondo, poco discriminatoria y dañina o pelágica fundamentalmente para especies en banco, como la sardina;
- la red de deriva, dirigida a especies pelágicas, pero que suele resultar muy poco selectiva.